# Ден-Гам (Вестерволде)
Ден-Гам (нід. Den Ham, нід. вимова: [dɛn ɦɑm]) — селище в нідерландській провінції Гронінген. Входить до муніципалітету Вестерволде. Розташоване безпосередньо на кордоні з Німеччиною.